# 霸王雞
霸王雞，又叫蔥油雞，是廣東客家菜之一，也是泉章居名菜，為淋上蔥油的白切雞。

## 做法
雞放入鍋內開水煮20秒，取出放入冷水，再煮滾水，後放入雞轉小火煮約7分鐘後熄火續燜。蔥切長段後拍散並切絲，放入冷水中浸泡；薑切片後改刀切絲也泡入水中；辣椒對剖去籽後切成絲也泡入了水中。取出雞後將麻油淋上，後放下薑蔥辣椒即完成。